# Măng Ri
Măng Ri là một xã thuộc huyện Tu Mơ Rông, tỉnh Kon Tum, Việt Nam.
Xã Măng Ri có diện tích 34,97 km², dân số năm 2019 là 1.934 người, mật độ dân số đạt 55 người/km².